# Гончигийн Бумценд
Гончигийн Бумценд е монголски политик, бивш председател на Великия държавен хурал.
Взима участие в революцията от 1921 г., когато е създадена Монголската народна република.
През 1940 г. е избран за председател на Малкия хурал. През 1943 г. става член на Политбюро на ЦК на партията, а през 1951 г. – председател на ВДХ. Този пост му дава права като на министър-председателя Хорлоогийн Чойбалсан.